# 迷宮組曲 ミロンの大冒険
『迷宮組曲 ミロンの大冒険』（めいきゅうくみきょく ミロンのだいぼうけん、英: Milon's Secret Castle）は、1986年11月13日にハドソンから発売されたファミリーコンピュータ用ゲームソフト。

## 概要
プレイヤーキャラクターの「ミロン」を操作し、魔人マハリトに支配された「ガーランド城」を舞台に、いくつもの迷宮で構成された部屋をくぐり抜けて、城の最上階に君臨するマハリトを倒し、囚われの王女エルシラを救い出すのが目的。
「組曲」というタイトルが示すように「音楽」が重要な要素になっており、通常ステージのBGMのワルツを基調にした楽曲や、回数を重ねるごとに充実し最終的には7楽器によるアンサンブルへと発展していくボーナスステージのBGMなどの演出が特徴。
ミロンを主人公にしたゲーム自体は本作以降もいくつか製作されているが、いずれもゲーム内容は本作とは大きく異なる（詳細は後述）。

## システム
ゲームはガーランド城の外観から始まり、扉や窓（あるいは一部の壁）から様々な部屋（ステージ）に入ることができる。ミロンは城の外観では1キャラ分の小さな姿で、部屋の中では縦2キャラ分の大きな姿で表現される。
オーソドックスなステージクリア型のアクションゲームではなく、部屋に入る順番は任意で選べ、一度入った部屋にも何度でも入り直すことが出来る。ゲームを進めていく内に城の1階のみだった行動範囲も徐々に広がっていき、入れる部屋（探索範囲）が多くなって行く。そして、城の各所に仕掛けられた様々な謎やギミックを解いていきながら、必要なアイテムや倒すべき敵が存在する場所を探し出し、先へ進むための条件を満たしていかないと、ゲームクリアができないようになっている。
ミロンのアクションは、左右移動・ジャンプ・シャボン玉状の弾「バブル」の発射で、バブルをぶつけて敵キャラクターを攻撃したり、部屋の中の隠された仕掛けを発見したりできる。ライフ制で（作中では「パワー」と呼ばれる）、敵キャラクターの攻撃を受けると減少、0のときに攻撃を受けるとゲームオーバーとなる。左右移動には加速や慣性の概念が存在し、同じ方向に移動し続けることで徐々にミロンのスピードが上がり、そこからジャンプすることで、遠くまで勢いよく飛ぶことができる。また、特定の1ブロック分の地形にミロンを押し付けるように移動し続けることで、そのブロックをズラすことが出来る。
エンディング後は次の周回に入ることが出来るが、周回するごとに敵の攻撃力や耐久力が増加し、難易度が大幅に上がる。8周目のエンディングでは、それまでのエンディングデモの後に、さらにメッセージが表示される。
ミロンの耐久力が低くすぐゲームオーバーになることに加えて、セーブ機能が搭載されていないことから、当時のアクションゲームの例によって難易度はかなり高かった。救済措置としてコンテニューコマンドは用意されていたが、取扱説明書の片隅に分かりづらく記載されていたため、当時コマンドの存在を知る者はごく少数であった。

## アイテム
説明内にある「○○の部屋」の各詳細については、#ステージ構成を参照。

### 敵を倒すと手に入るアイテム
ハート
取るとパワーを1目盛り回復させる。敵を倒した時に一定確率で出現し、出現後はその場から動かず、一定時間で消える。
パラソル
取るとバブルを連射（最大3連射）できるようになる。敵を一定数（単発時は10、2連射時は14、3連射時は18）倒すと必ず出現し、ゆっくり上昇していく。
他の部屋に入ると効果が消える（一部例外あり）が、出現条件となる撃破数のカウントは持ち越される。
既に3連射できる状態で取った時はハートと同じ効果となる。
フーセン（風船）
地下牢の部屋、および火の部屋の特定の敵を倒すと出現し、揺れ動きながら上昇していく。取るとミロンがバブルに包まれ、城外まで一気に脱出できる。

### 部屋の中に隠されているアイテム
コイン
四角に$マーク。初めから置かれている他、ブロックの中に隠されていたり、どこかのショップでももらえる。ショップでアイテムなどを購入する代金となる。一部を除き、一度取ると再出現しない。
ハニカム
四角に蜂の巣の絵柄。取るとパワーが1目盛り分伸び、さらに全回復する。出現させても取得しない限り、その部屋に入り直せば再び出現させることが出来る。全部で9個ある。
ハチ助
ハドソンのトレードマークで、部屋の特定のポイント（ブロックか何もない空中）にバブルを当てると出現。出現後はミロンから離れる方向へ斜め上に飛んでいく。取ると2回まで攻撃を防ぐバリアに包まれる。さらにハートかハチ助を取ることで大きくなり、耐久力が倍になる（前者はパワーが減少していない時のみ）。ハニカムや楽器箱と違い、一度出現させてしまうと取り逃した場合でも同じ場所では二度と出現しない。
上述の「ミロンから離れる方向」は、正確には「出現時にミロンが向いている方向」のため、バブルを撃って素早く反対側を向けばミロンのいる側に誘導することもできる。
カギ
部屋の出口のドアを開ける。その部屋で倒した敵と消したブロックの合計が一定値に達すると、部屋内の特定の場所に出現（出現の際固有のSEが鳴る）。
カギを入手した部屋では画面にカギのマークが表示され、以降同じ部屋からは自由に出口から脱出できるようになる（再入手の必要はない）。
他の脱出方法がある部屋には存在しない。
楽器箱
特定のブロックに、下からジャンプで頭突きをすると出現。取るととボーナスステージ（詳細は後述）へ行ける。出現させても取得しない限り、その部屋に入り直せば再び出現させることが出来る。全部で7個ある。

### ショップで購入するアイテム
ショップのアイテムは、アイテムの下にあるボタンにジャンプで頭突きをすれば購入することができる。名前のあとのカッコ内は購入時に必要なコイン数。一部はコインなしで手に入る。
クスリ（5枚）
緑色のボクシンググローブ状の物体・ボグに当たると、背丈が半分になり、通常では入れない狭い場所へ入れたりすることができるようになる。クスリを持っていない状態でボグに触れると、ダメージを受ける。
他の部屋（ショップやボーナスステージなどを含む）に入ったり再びボグに当たったりすると、元の背丈に戻る。
2階へ行くために必要なアイテムの1つで、ゲームクリアのために必ず入手する必要がある。
シューズ（16枚or10枚）
部屋にある「スプリング（特定の地点に隠されたジャンプ台）」が作動するようになる。1階の2箇所で売っているが、値段が異なる。
2階へ行くために必要なアイテムの1つで、ゲームクリアのために必ず入手する必要がある。
ランプ（50枚or15枚）
井戸の中を明るくする。1階と2階の2箇所で売っているが、値段が異なる。
チョッキ（25枚）
「火の部屋」の火のダメージを軽減する。
ハンマー（無し）
城の外壁（特定部分）を壊し、中に入ることが出来る。コインなしで入手できる。
ゲームクリアのために必ず入手する必要がある。
ノコギリ（無し）
格子のはまった窓を開けて、中に入ることが出来る。コインなしで入手できる。
ゲームクリアのために必ず入手する必要がある。
ハネ（35枚）
「ねじりん棒の部屋」にあるエレベーターに乗ることが出来る。
ホバリング（40枚）
ジャンプ後、ボタンを押しっぱなしで降下速度がゆっくりになる。
エクスカリバー（50枚）
バブルが虹色をした光弾のようになり、攻撃力が2倍になる。
スーパーシューズ（60枚）
ジャンプ力が上昇する。ただし城の外では効果はない。
エノグ（40枚）
「魔神殿」に出現する見えないブロックが見えるようになる。
スイトウ（無し）
敵キャラの「クロウ」と「ファイア」を倒せるようになる。コインなしで入手できる。
クロウは必ず倒さなければならない場面があるため、ゲームクリアのために必ず入手する必要がある。
上記以外にも、パワーを回復する「パワー（5枚・2目盛り回復）」「ハイパワー（15枚・全回復）」や、謎解きのヒント（無料）が入手できたり、逆にコインがもらえたりするショップがある。特にパワーやハイパワーは、ショップに入り直せば何度でも購入可能。

### 重要アイテム
クリスタル
魔獣（後述）を倒すと入手できる。7つ存在し、全て揃えないと最終ボス・マハリトのいる部屋に入れない。
また、クリスタルによって、以下の様々なパワーアップができる。
ホーマのクリスタル
ゲームオーバー時にコンティニューが可能となる。
ドーマのクリスタル
バブルが大きくなり、特定の敵を撃破可能（あるいは撃破数減少）となる。
バルカーマのクリスタル
バブルの射程が伸びる。
ブルードーマまたはレッドホーマのクリスタル
パラソルを取らなくても、バブルが2連射可能になる。
レッドバルカーマのクリスタル
ショップで手に入るアイテム12個を全て入手すると、城の外の特定の場所から直接「魔神殿」に入れるようになり、直前の部屋を経由する必要が無くなる。
カーマのクリスタル
パラソルを取らなくても、バブルが3連射可能になる。
カンムリ（冠）・ツエ（杖）
「魔神殿」にいる敵キャラ・クロウを倒すと出現。2つを揃えないと最後の魔獣・カーマのいる部屋に入れず、4階へ上れない。

## ボーナスステージ
アイテムの「楽器箱」を取るとボーナスステージが始まる。五線譜の床の下から飛び上がってくる音楽記号を一定時間内（後述の演奏が終了するまで）により多く集めるのが目的のミニゲーム。音楽記号は通常の音符（付点8分音符+16分音符・1点）、シャープ（♯・2点）、フラット（♭・-1点）があり、終了時に4点につきコイン1個に換算される（50点以上を獲得した場合はコインのレートが2点につき1個に倍増する）。終了時の評価は点数に応じて、なし→"GOOD!"→"VERY GOOD!"→"EXCELLENT!"→"WONDERFUL!" の順にランクアップする。
ステージ背景には7人からなる楽団が並んでいるが、最初のボーナスステージでは楽器を手にしているのは太鼓の1人だけで、BGMは太鼓のパートしか演奏されない。ボーナスステージの回数を重ねるたびに手にする楽器と対応する演奏パートが増えていき、最後の7回目で全パートが揃ったBGMが完成する。登場する楽器は以下の通り。
1. 太鼓
2. シンバル
3. チューバ
4. オカリナ
5. ハープ
6. トランペット
7. バイオリン

なお、ボーナスステージが終わったあとのメッセージに"YOU CATCHED〜"とあるが、これは"YOU CAUGHT〜"の誤記である。

## ストーリー
触れただけで互いに心を通わせる能力を持った人々が暮らす、音楽あふれる平和な星「エプシロン星」。この星では文字や言葉は発達せず、離れた場所にいる人への意思の伝達に音楽が使われていた。しかし主人公ミロンにはそれらの能力がなく人の気持ちがわからない上、楽器を上手く使うことができなかった。ある時ミロンは自分のような人間を捜す旅に出ることにした。
ちょうどその頃ミロンの住むイシュタル村にある危険が迫っていた。村の長老はその危険を周りの7つの谷に伝えるために伝令を送ったが、誰一人として答える者がなかった。ミロンは旅の始めにこの謎を解くために7つの谷を治める王女エルシラに会うために、王女が住むロクタスの街に行くことにした。最初に伝令が届いているはずのロクタスの街でミロンが見たものは、魔人に楽器を奪われて困っている人々の姿であった。それは北の果てに住む魔人マハリトがエルシラの住むガーランド城を占領し、エルシラを城の奥深くに閉じ込め、村中の楽器を隠してしまったためであった。魔人退治を買って出たミロンは奪われた楽器を取り戻し、王女エルシラを助け出すためガーランド城に乗り込んでいく。

## ステージ構成

### 1階
離れコインの部屋
マップ上部に隔離された区画がある。ここへは3階から入る。
石段の部屋
マップ右下に巨大な階段がある。

### 2階
ドミノの部屋
上に乗ると壊れてなくなるドミノブロックが多数ある。
ハドソンの部屋
下部にブロックで "hudson" と書かれている。
井戸
2階（以上の高さ）から入ることができる。アイテムの「ランプ」を持っていないと底が真っ暗で、地形を視認できない。出口ドアは存在しないが、足場を伝って上端まで登れば出ることができる。
地下牢の部屋
井戸の奥にあり、縦に長い部屋を垂直に落下する。続く火の部屋への入り口。足場を伝って上端まで登れば井戸まで戻ることができる。
火の部屋
触るとダメージを受ける火柱が多数ある。アイテムの「チョッキ」でダメージを軽減できる。
アイテムの「フーセン」入手で一気に城外へ脱出できるが、自力で地下牢の部屋から井戸を経由して城の外へ戻ることもできる。

### 3階
トラップの部屋
バブルを当てると落とし穴に変わるブロックやスプリングが、多数仕掛けられている。
（離れコインの部屋）
1階の離れコインの部屋の隔離された区画に入れる。ここのコインは再び区画に入り直すことで3回まで（合計45枚）回収が可能。
この区画から出ると、1階の同じ部屋の入口の方にワープする。
暖炉の部屋
最下部に暖炉があり、そこに隠し通路が存在する。この部屋の一部のコインは、部屋に入り直すと復活する。
ねじりん棒の部屋
何本ものねじれた棒の柱で構成される、縦に長い部屋。部屋の中央にはエレベーター（上下する板状の足場）があるが、乗るにはアイテムの「ハネ」が必要。
氷の部屋
2エリア構成。上部エリアは上に乗ると溶ける氷ブロックが多数存在。下部エリアは当たると大ダメージを受ける電撃トラップがある。
迷いの部屋
階段状の通路がひたすら続く構成。ある脱出点を見つけないと延々と同じ場所を周回することになる。
魔神殿（左）
バブルを当てると出現する空中ブロック（アイテムの「エノグ」が無いと見えないが、乗ることはできる）が多数仕掛けられている。落とし穴も多く、最下段まで落ちてしまうと、左右に抜けて城外へ脱出するしかなくなることもある。1体だけ出現する「クロウ」を倒すと重要アイテムの「カンムリ」が出現する。
魔神殿（右）
左部分と同じく隠しブロックや落とし穴が多数存在する。こちらでは「クロウ」を倒すと重要アイテムの「ツエ」が出現する。

### 4階
マハリトの部屋
ほとんど同じ構成で背景色の違う4つの部屋から成る。全ての部屋にマハリトが存在するが、本物は1体のみ。部屋間の移動の際、特定の場所を通過すると城外に戻されてしまう。

## その他
ショップ
色々なアイテムやパワーを売っている。詳細は#ショップで購入するアイテム参照。また、アイテムの入手状況の確認もできる。
魔獣の部屋
ボスキャラである「魔獣」が待ち構えている部屋。魔獣を倒してクリスタルを取ると、右側の扉が開いて先に進むことができる。左側の扉は常に開いており、ここから出て魔獣から逃げることもできる（ただし、部屋によっては入った入口から離れた場所へ飛ばされる場合もある）。
この部屋のみ、アイテムの「パラソル」によるバブル連射数の増加はリセットされない。
ワープゾーン
部屋ではないが、入るだけで他の階に移動できる入口も存在する。

## 敵キャラクター

### ザコ敵
特記がない場合は、倒してしばらくすると初期位置に卵が出現して復活する。
スライムアイ
離れコインの部屋から登場。その名のとおり一つ目のスライム状の敵。地面をゆっくり左右に動くのみ。
タンボ
離れコインの部屋から登場。下半身がバネのような形をしている。弾むようにジャンプして移動する。
マウリ
離れコインの部屋から登場。上昇したり、地上または空中で小刻みにジャンプする。
カムリ
離れコインの部屋から登場。地形をすりぬけながら、高速で斜めに飛行する。
ハードタル
石段の部屋から登場。空中を上下左右に移動する。
ルビデ
石段の部屋から登場。マウリと同じ動きをし、手裏剣状の弾を発射してくる。
ビート
石段の部屋から登場。上空を漂う。倒したあとに復活する場所は固定されない。
パウメル
石段の部屋から登場。上空を漂い、火の玉を発射する。
ゲルボ
ハドソンの部屋から登場。動きはカムリと同じ。
カッチンシャー
ハドソンの部屋から登場。地面を左右に動くだけだが、ミロンが近づくなどすると急激にスピードが速くなることがある。
サフマ
ハドソンの部屋から登場。波状に飛びながら火の玉を放つ。
メダマルゲ
地下牢の部屋と火の部屋にのみ登場。目玉にタコの足が生えたような見た目。時折姿を消し、近くの場所にワープする。バブルの大小によって耐久力が異なり、倒すと必ずフーセンを出す。
ブードゥ
火の部屋から登場。豚のような姿をしている。左右に移動し、時々ジャンプする。
ファイア
火の部屋と暖炉の部屋に登場。前者は部屋最奥の空中で静止しており後者は暖炉の中から出現し動き回る。炎の塊に目がついた外見で、周囲へ火の玉を乱射する。アイテムの「スイトウ」を持っていなければ倒せない上、他の敵よりも二周りほど大きく、耐久力も高い。
ギョロ
トラップの部屋に登場。左右に高速移動し、落ちてくる。
アグアグ
トラップの部屋から登場。動きはブードゥと同じ。
ブレイントト
トラップの部屋から登場。脳髄のような姿をしており。ルビデと同じように攻撃を放ってくる。倒したあとに復活する場所は固定されない。
アイアイ
暖炉の部屋から登場。動きはカッチンシャーと同じ。
シム
暖炉の部屋から登場。動きはスライムアイと同じ。
マドーラ
暖炉の部屋から登場。小刻みに飛び跳ねながら左右移動し、口から火の玉を吐く。
フライングアイ
ねじりん棒の部屋に登場。動きや攻撃方法はサフマと同じ。
ウンバオ
氷の部屋に登場。地面を左右に移動し、ミロンとの位置関係によって大量に弾を出す。
フラッグ
3階以上の様々な場所で登場。画面外から無数に出現する、コウモリのような外見の敵。揺れ動くように飛行し、出現した側の反対方向へ飛び去る。
スパーク
稲光のような外見。画面外から無数に出現し、ミロンめがけて目がけて一直線に飛んでくる。大バブルでないと倒せない。
城外で遭遇する唯一の敵で、城の外で一定時間部屋などに入らずにいると画面が暗くなって出現する。城内でも、氷の部屋や迷いの部屋に登場。
ジャイアントヘッド
迷いの部屋に登場。動きはマウリと同じ。
ボーンウィング
魔神殿に登場。動きはタンボと同じ。
クロウ
魔神殿とマハリトの部屋に登場。ローブの中に影と目しか見えないような外見で、空中を浮遊しながら火の玉を出す。アイテムの「スイトウ」持っていなければ倒せない。
耐久力が高く、また重要なアイテムを守っていたり、エルシラ王女や最終ボスのマハリトに化ける能力を持っているなど、様々な面で上記の敵キャラクター達とは一線を画する。
他者に化けているもの以外は、登場する部屋に再び入り直さない限り復活しない。

### 魔獣
「巨獣」とも呼ばれる。部屋の中をジャンプで前後に移動しつつ放物線状に弾を撃ち、頭にしかダメージを受けない。という点が共通しており、以下で挙げる順に「攻撃力と耐久力の増加」「弾を撃つ頻度の増加」「画面内の移動範囲が広くなる（ミロンの行動範囲を狭めるように動く）」といった強化がされ、特に攻撃力と耐久力に関しては、最終ボスであるマハリトをも上回るものもいる。
ホーマ
翼が生えた獣のような最初の魔獣。2階への入り口を守る。バブル14発で倒すことができる。
特定の条件を満たさないと、部屋に入っても出現せず、戦う（倒す）ことができない。
ツインファミコンのCMにも登場している。
ドーマ
岩のよう、あるいはガス状か毛むくじゃらにも見える不可思議な姿をした魔獣。火の部屋の最奥にいる。バブル18発で倒すことができる。
バルカーマ
嘴を持ち、手が翼と一体化している鳥のような魔獣。3階への入り口を守る。バブル22発で倒すことができる。
ブルードーマ
青色のドーマ。迷いの部屋の最奥、魔神殿の入り口を守る。バブル40発で倒すことができる。
レッドホーマ
赤色のホーマ。暖炉の部屋に隠された魔神殿の入り口を守る。バブル48発で倒すことができる。
レッドバルカーマ
赤色のバルカーマ。氷の部屋の最奥にいる。バブル56発で倒すことができる。
カーマ
骨格のみの姿をした最後の魔獣。4階への入り口を守る。バブル64発で倒すことができる。
特定の条件を満たさないと、カーマのいる部屋自体に入ることができない。

### マハリト
4階の「マハリトの部屋」にいる本作の最終ボス。部屋の中をジャンプで往復し、時折マントを開いて弾を撃つが、ダメージはこの攻撃中にしか与えることができない。「クロウ」が化けた偽者が3体いて、一定のダメージを与えると正体を表す（その際パワーが一定量回復する）。

## 連射測定機能
高橋名人の16連射が話題となった時期だったことから、タイトル画面に連射速度測定機能がついている。ただしこの結果表示は、実際の入力より一割ほど増したものになる。これは当時連射機能付きのジョイカードmkIIに用いられた部品の精度が悪く、設計上は16連射にしたものの、全製品に保証できる最大連射数として15連射とせざるを得なかったのが、当作のプログラマに伝わらなかったために、16連射が出ないことを憂慮したプログラマが自身の判断で一割ほど増して表示されるようにしたもの。

## 移植版
特記がない限り、オリジナル版の完全移植である。
| No. | タイトル                                               | 発売日                                       | 対応機種                       | 開発元   | 発売元   | メディア                              | 型式               | 備考                              |
| --- | ------------------------------------------------------ | -------------------------------------------- | ------------------------------ | -------- | -------- | ------------------------------------- | ------------------ | --------------------------------- |
| 1   | ミロンの迷宮組曲                                       | 1993年3月26日 1993年3月                      | ゲームボーイ                   | ハドソン | ハドソン | ロムカセット                          | DMG-M8J DMG-M8-USA |                                   |
| 2   | 迷宮組曲                                               | 2004年2月19日                                | PlayStation 2                  | ハドソン | ハドソン | ダウンロード (PlayStation BB)         | -                  | 無料配信 2007年9月3日サービス終了 |
| 3   | ハドソンベストコレクションVol.3 アクションコレクション | 2005年12月22日                               | ゲームボーイアドバンス         | ハドソン | ハドソン | ロムカセット                          | AGB-B73J-JPN       |                                   |
| 4   | 迷宮組曲                                               | 2007年2月8日                                 | Windows                        | ハドソン | アイレボ | ダウンロード (i-revo)                 | -                  |                                   |
| 5   | 迷宮組曲 ミロンの大冒険 Milon's Secret Castle          | 2007年4月10日 2007年6月4日 PAL 2010年3月19日 | Wii                            | ハドソン | ハドソン | ダウンロード （バーチャルコンソール） | -                  |                                   |
| 6   | 迷宮組曲                                               | 2008年2月1日                                 | 携帯アプリ （Yahoo！ケータイ） | ハドソン | ハドソン | ダウンロード                          | -                  |                                   |
| 7   | 迷宮組曲 ミロンの大冒険                                | 2012年12月26日 2013年10月31日                | ニンテンドー3DS                | ハドソン | KDE      | ダウンロード （バーチャルコンソール） | -                  |                                   |

ゲームボーイ版『ミロンの迷宮組曲』
パスワードコンティニューを採用し（ゲームオーバー時に表示）、BGMを多数追加（エンディング曲のみ追加ではなく差し替え）、魔獣のグラフィックの描き直し（色で差別化していた魔獣は一部デザインに差異）などがされている。また、それまでショップでしか表示されなかったアイテムの入手状況を、ポーズ時に確認することができる（逆にショップでは購入したアイテムのみ表示）。
エンディングはBGMごと新たに作り直されており、2周目では1周目のものからさらにグラフィックが追加される。
ゲームスピードがオリジナルと比べて遅めに調整されており（ドミノブロックの消滅速度が特に顕著）、それに伴い難易度が下がっている。
なおタイトル画面の連射測定機能は削除されている。

## 開発
ハドソンのプログラマ笹川敏幸が自らゲームコンセプト・ゲームシナリオ・キャラクターデザイン・効果音製作・プログラミングを手がけ、作曲スタッフの国本剛章（ボーナスステージ曲を除く全曲を担当）・井上大介（ボーナスステージ曲を担当）ら2人、その他に関わった人員を含めても5、6人程度で作られた。製作期間は約1年半。
続編に関して、笹川はその後ハドソンの音楽制作部門を率いる立場になったことで自ら続編を立ち上げることが困難となり、2010年に、当時ハドソンに在籍していた高橋名人はインタビューを受けた際、「会社の内外からリメイクや続編を望む声はいまだ多いものの、特に音楽面において本作に遠く及ばないことから企画が形にならない」という旨の発言をしている。ただ、1999年製作のPlayStation用ソフトである『プラネット・ドブ』は笹川が総合プロデュースを担当し、作品について「本質的には迷宮組曲2のテイストを含んでいる」と発言している。

## 評価
ファミリーコンピュータ版
- ゲーム誌『ファミリーコンピュータMagazine』の読者投票による「ゲーム通信簿」での評価は以下の通り23.48点（満30点）となっている。

| 項目 | キャラクタ | 音楽 | 操作性 | 熱中度 | お買得度 | オリジナリティ | 総合  |
| 得点 | 3.72       | 3.49 | 4.17   | 4.25   | 4.04     | 3.81           | 23.48 |
- ゲーム誌『ユーゲー』では、迷宮のような複雑な構造の城内を進行していく事や、装備や情報の購入、謎の解読などに関して「ボリューム感たっぷり」とコストパフォーマンス面に関して高く評価、さらに楽器箱を取るたびにボーナスステージでの演奏パートが増えて『組曲』に変化していく事に関して「『音楽による演出とゲーム性が密接に結びついた初めての作品だった』と言えるのではないだろうか」と肯定的に評価している。
- ゲーム情報サイト『iNSIDE』にてライターのみかめゆきよみは、「組曲」のタイトル通りに音楽が作りこまれている事や、敵キャラクターのコミカルさを肯定的に評価した。しかし井戸で全滅した事やボス戦で苦戦した事などから難易度の高さを指摘した。

ゲームボーイ版
- ゲーム誌『ファミコン通信』の「クロスレビュー」では、5・5・5・5の合計20点（満40点）、『ファミリーコンピュータMagazine』の読者投票による「ゲーム通信簿」での評価は以下の通り18.9点（満30点）となっている。

| 項目 | キャラクタ | 音楽 | お買得度 | 操作性 | 熱中度 | オリジナリティ | 総合 |
| 得点 | 3.4        | 3.1  | 3.4      | 3.1    | 3.0    | 2.8            | 18.9 |

## サウンドトラック
ファミコン 20TH アニバーサリー オリジナル・サウンド・トラックス VOL.2
2004年3月24日、サイトロン・デジタルコンテンツより発売されたCD内の一作品として収録されている。

## ミロンが主人公のゲーム作品
ドレミファンタジー ミロンのドキドキ大冒険
1996年製作のスーパーファミコン用アクションゲーム。キャラクターデザイナーの水野祥司や音楽担当の竹間淳など「ボンバーマンシリーズ」のスタッフが多く関わっている。笹川も音楽プロデューサーとして参加し、楽曲を高く評価している。
ミロンのほしぞらしゃぼん
笹川のハドソン退社後の2005年に製作された携帯アプリ用パズルゲーム。
翌年に『ミロンのほしぞらしゃぼん パズル組曲』としてニンテンドーDS用にリメイクされた。